# ユーロリーグ
ユーロリーグ（英: Euroleague）は、ユーロリーグ・バスケットボールが主催する男子プロバスケットボールのヨーロッパ最高峰リーグである。1958年にFIBAヨーロッパチャンピオンズカップ（英: FIBA European Champions Cup）の名称で始まった。2010-11シーズンからトルコの航空会社、ターキッシュ エアラインズが冠スポンサーとなったため、ターキッシュ エアラインズ ユーロリーグとしている。

## 概要
前年に欧州各国リーグで優秀な成績を収めたり、ULEBユーロカップで優勝するなどしたヨーロッパの強豪チームが出場し、欧州チャンピオンを決定する大会である。サッカーのUEFAチャンピオンズリーグのバスケットボール版に当たる。
女子バスケのユーロリーグ、女子ユーロリーグも行われているが、こちらは引き続きFIBAヨーロッパが主催している。また、2002年からはFIBAヨーロッパ主催のユーロチャレンジも行われている。

## 歴史
1958年に国際バスケットボール連盟（FIBA）の主催で「FIBAヨーロッパチャンピオンズカップ」として開始。
1991年、「FIBAヨーロッパチャンピオンシップ」に改称。
1996年、「FIBAユーロリーグ」に改称。
2000年、1991年に発足した欧州バスケットボールリーグ連合（ULEB）が国際バスケットボール連盟（FIBA）から独立。
2000-01シーズンはFIBAユーロリーグが分裂し、欧州バスケットボールリーグ連合（ULEB）主催の「ULEBユーロリーグ」と国際バスケットボール連盟（FIBA）主催の「FIBAスプロリーグ」との2つの大会が開催される事態となった。
2001年、ULEBユーロリーグ、FIBAスプロリーグの2つの大会が「ユーロリーグ」に統合。
2005年、FIBA選手権に認定。しかし2015年10月、FIBAヨーロッパが選手権として認めないとの声明。翌16年3月にバスケットボール・チャンピオンズリーグに分裂。

## 参加資格
基本的には各国のリーグ戦前年度チャンピオンが参加するが、国によって以下の基準によって参加資格が与えられることもある。
- 前年度高いパフォーマンスを披露したチーム
- 過去2,3年間に国内リーグで優秀な成績を収めたチーム
- 欧州バスケットボールリーグ連合（ULEB）との契約
- ULEBユーロカップで優勝したチーム

### アリーナ基準の設定
2012-13シーズンからAライセンスを保有するチームはホームスタジアムで開催する試合において、最低でも1万人は収容できるアリーナを使用しなければならないという新しい基準が設けられた。

## 2024-25シーズン所属チーム
| チーム名                              | ホームタウン           | ホームアリーナ                                                              | 収容人数 |
| ------------------------------------- | ---------------------- | --------------------------------------------------------------------------- | -------- |
| アルバ・ベルリン（英語: ALBA Berlin） | ベルリン               | ウーバー・アレーナ                                                          | 14,500   |
| アナドル・エフェス                    | イスタンブール         | バスケットボール・ゲリシム・メルケジ（英語: Basketbol Gelişim Merkezi）     | 10,000   |
| モナコ                                | モナコ                 | サール・ガストン・メデシン（英語: Salle Gaston Médecin）                    | 4,090    |
| サスキ・バスコニア                    | ビトリア＝ガステイス   | フェルナンド・ブエサ・アレナ                                                | 15,431   |
| KKツルヴェナ・ズヴェズダ              | ベオグラード           | ベオグラード・アリーナ                                                      | 18,386   |
| KKツルヴェナ・ズヴェズダ              | ベオグラード           | アレクサンダル・ニコリッチ・ホール                                          | 8,000    |
| オリンピア・ミラノ                    | ミラノ                 | メディオラヌム・フォーラム                                                  | 12,700   |
| バルセロナ                            | バルセロナ             | パラウ・ブラウグラナ                                                        | 7,585    |
| バイエルン・ミュンヘン                | ミュンヘン             | SAPガーデン                                                                 | 12,500   |
| フェネルバフチェBeko                  | イスタンブール         | ウルケル・スポーツアンドイベントパーク（英語: Ülker Sports and Event Hall） | 13,000   |
| アスヴェル・バスケット                | デシーヌ・シャルピュー | LDLCアレナ                                                                  | 12,523   |
| アスヴェル・バスケット                | ヴィルールバンヌ       | アストロバル                                                                | 5,556    |
| マッカビ・プレイティカ・テルアビブ    | テルアビブ             | アレクサンダル・ニコリッチ・ホール                                          | 8,000    |
| オリンピアコス                        | ピレウス               | ピース・アンド・フレンドシップ・スタジアム                                  | 12,300   |
| パナシナイコスAKTOR                   | アテネ                 | アテネオリンピック・スポーツコンプレックス                                  | 18,300   |
| パリ・バスケットボール                | パリ                   | アディダス・アリーナ                                                        | 8,000    |
| パリ・バスケットボール                | パリ                   | アコー・アレナ                                                              | 15,705   |
| パルチザン・モーツァルト・ベット      | ベオグラード           | ベオグラード・アリーナ                                                      | 18,386   |
| パルチザン・モーツァルト・ベット      | ベオグラード           | アレクサンダル・ニコリッチ・ホール                                          | 8,000    |
| レアル・マドリード                    | マドリード             | ウィジンク・センター                                                        | 15,000   |
| ヴィルトゥス・セガフレド・ボローニャ  | ボローニャ             | ヴィルトゥス・セガフレド・アリーナ                                          | 9,980    |
| ヴィルトゥス・セガフレド・ボローニャ  | ボローニャ             | ユニポル・アリーナ                                                          | 8,278    |
| ジャルギリス                          | カウナス               | ジャルギリス・アリーナ                                                      | 15,415   |

## リーグの流れ

### レギュラーシーズン
レギュラーシーズンでは18チームがダブルラウンドロビンで上位6チームが準々決勝進出。これとは別に10位までの4チームもプレイイントーナメントへ。

### プレーオフ
プレーオフはNBAプレーイン・トーナメントを参考した
|  | プレーイン | プレーイン | プレーイン      |  |  | 第8シード決定戦 | 第8シード決定戦 | 第8シード決定戦 |  |    | プレーオフ出場決定    | プレーオフ出場決定 | プレーオフ出場決定 |
|  |            |            |                 |  |  |                 |                 |                 |  |    |                       |                    |                    |
|  | 7          | 7位チーム  |                 |  |  |                 |                 |                 |  |    |                       |                    |                    |
|  | 8          | 8位チーム  |                 |  |  |                 |                 |                 |  |    | W1                    | 7位対8位の勝者     | 第7シード          |
|  |            |            |                 |  |  | L1              | 7位対8位の敗者  |                 |  | W3 | 第8シード決定戦の勝者 | 第8シード          |                    |
|  |            | W2         | 9位対10位の勝者 |  |  |                 |                 |                 |  |    |                       |                    |                    |
|  | 9          | 9位チーム  |                 |  |  |                 |                 |                 |  |    |                       |                    |                    |
|  | 10         | 10位チーム |                 |  |  |                 |                 |                 |  |    |                       |                    |                    |

### 準々決勝
準々決勝では、3勝先取したチームがファイナルフォーへ進出。

### ファイナルフォー
ファイナルフォーでは、3日間という日程のため4チームによるトーナメント制にて、準決勝・決勝共に一発勝負でチャンピオンを決定する。3位決定戦も行われる。

## 過去の大会における主な変更点
2008-09シーズン
レギュラーシーズンの組み分けにおいて2004-05シーズンから2007-08シーズンまでは24チームを8チームずつ、3グループに分けていたが、このシーズンから6チームずつ、4グループ分けに変更。さらにレギュラーシーズンを勝ち上がる条件を、各グループの上位5チームと各グループ6位のうち勝率が最高のチームとしていたものから各グループの上位4チームに変更。また、準々決勝を2勝先取から3勝先取に変えた。
2009-10シーズン
このシーズンからレギュラーシーズンの前のラウンドとして予選が導入された。自動的に出場権を与えられた22チーム以外の8チームが、4チームずつ2グループに分かれてトーナメントを組む。ホーム＆アウェー方式で、各組み合わせ2試合ずつ行う。勝ち抜いた2チームがレギュラーシーズンに進み、残りはユーロカップに降格。
2010-11シーズン
このシーズンから大会への参加チームは38となった。予選への参加チームが8から16に増え、予選は自動的に出場権を与えられた22チーム以外の16チームが、8チームずつ2グループに分かれてトーナメントを組む。ホーム＆アウェー方式で、各組み合わせ2試合ずつ行う。各トーナメントを勝ち抜いた2チームがレギュラーシーズンに進む。
2011-12シーズン
予選においてホーム＆アウェー方式で各組み合わせ2試合ずつ戦っていたものを、1試合ずつに変更。

## 備考
- 近年はユーロリーグで活躍した選手がNBAに移籍するケースが増えている。これはNBAの国際化に伴っているものであり、アメリカのみならず、日本でも非常にレベルの高い大会として認知されている。特に日本ではバスケットボール世界選手権が開催されたこともあり、ユーロリーグで活躍する有能な選手が広く知られる結果にもなった。
- ユーロリーグに限らず欧州各国リーグにも共通して言えることだが、アメリカ人選手がNBAからの契約を勝ち取るための通過点としている場合もある。また逆に、アメリカのマイナーリーグよりもレベルの高い環境でのプレイを望んで欧州のビッグクラブと契約する選手もいる。
- 2006-07ファイナルではbjリーグの河内敏光コミッショナーが招待された。2008年以降にもbjとのフレンドシップゲームの開催で合意した。
- 2008-09より日本でもJ SPORTSにて中継を開始した。2008-09はファイナルフォー、2009-10は準々決勝以降を中継。
- 2021-22シーズンは2/24に行われたロシアのウクライナ侵攻に伴い、2/28の臨時総会をもってロシアから参加の、ゼニト・サンクトペテルブルグ、CSKAモスクワ、UNICSカザンの参加資格が停止され、ロシアのメガバンクであるVTB銀行とのスポンサー契約も停止された。[22][23]

## 過去の成績
ホーム＆アウェーで行われた決勝は, 試合結果のスコアの数字に* マークがついているほうがホームである。
| 年        | ファイナル開催地                | 優勝チーム                             | 準優勝チーム                       | スコア                             | 備考                                                         |
| --------- | ------------------------------- | -------------------------------------- | ---------------------------------- | ---------------------------------- | ------------------------------------------------------------ |
| 1958      | リガ & ソフィア                 | ASKリガ                                | PBC ルクオイル・アカデミック       | *86–81 84-*71                      | 2試合のトータルスコアで勝敗を決定                            |
| 1958–59   | リガ & ソフィア                 | ASKリガ                                | PBC ルクオイル・アカデミック       | *79–58 69-*67                      | 2試合のトータルスコアで勝敗を決定                            |
| 1959–60   | トビリシ & リガ                 | ASKリガ                                | BCディナモ・トビリシ               | 61-*51 *69–62                      | 2試合のトータルスコアで勝敗を決定                            |
| 1960–61   | リガ & モスクワ                 | CSKAモスクワ                           | ASKリガ                            | *61–66 87-*62                      | 2試合のトータルスコアで勝敗を決定                            |
| 1961–62   | ジュネーヴ                      | BCディナモ・トビリシ                   | レアル・マドリード                 | 90–83                              |                                                              |
| 1962–63   | マドリード & モスクワ           | CSKAモスクワ                           | レアル・マドリード                 | 69-*86 *91–74 *99–80               | 2試合のトータルスコアが同点だったため、3試合目で勝敗をつけた |
| 1963–64   | ブルノ & マドリード             | レアル・マドリード                     | BCブルノ                           | 99-*110 *84–64                     | 2試合のトータルスコアで勝敗を決定                            |
| 1964–65   | モスクワ & マドリード           | レアル・マドリード                     | CSKAモスクワ                       | 81-*88 *76–62                      | 2試合のトータルスコアで勝敗を決定                            |
| 1965–66   | ボローニャ                      | オリンピア・ミラノ                     | スラビア・プラーグ                 | 77–72                              |                                                              |
| 1966–67   | マドリード                      | レアル・マドリード                     | オリンピア・ミラノ                 | 91–83                              |                                                              |
| 1967–68   | リヨン                          | レアル・マドリード                     | BCブルノ                           | 98–95                              |                                                              |
| 1968–69   | バルセロナ                      | CSKAモスクワ                           | レアル・マドリード                 | 103–99 (2OT)                       |                                                              |
| 1969–70   | サラエボ                        | パッラカネストロ・ヴァレーゼ           | CSKAモスクワ                       | 79–74                              |                                                              |
| 1970–71   | アントウェルペン                | CSKAモスクワ                           | パッラカネストロ・ヴァレーゼ       | 67–53                              |                                                              |
| 1971–72   | テルアビブ                      | パッラカネストロ・ヴァレーゼ           | KKスプリト                         | 70–69                              |                                                              |
| 1972–73   | リエージュ                      | パッラカネストロ・ヴァレーゼ           | CSKAモスクワ                       | 71–66                              |                                                              |
| 1973–74   | ナント                          | レアル・マドリード                     | パッラカネストロ・ヴァレーゼ       | 84–82                              |                                                              |
| 1974–75   | アントウェルペン                | パッラカネストロ・ヴァレーゼ           | レアル・マドリード                 | 79–66                              |                                                              |
| 1975–76   | ジュネーヴ                      | パッラカネストロ・ヴァレーゼ           | レアル・マドリード                 | 81–74                              |                                                              |
| 1976–77   | ベオグラード                    | マッカビ・テルアビブBC                 | パッラカネストロ・ヴァレーゼ       | 78–77                              |                                                              |
| 1977–78   | ミュンヘン                      | レアル・マドリード                     | パッラカネストロ・バレーズ         | 75–67                              |                                                              |
| 1978–79   | グルノーブル                    | KKボスナ                               | パッラカネストロ・ヴァレーゼ       | 96–93                              |                                                              |
| 1979–80   | 西ベルリン                      | レアル・マドリード                     | マッカビ・テルアビブBC             | 89–85                              |                                                              |
| 1980–81   | ストラスブール                  | マッカビ・テルアビブBC                 | ヴィルトゥス・ボローニャ           | 80–79                              |                                                              |
| 1981–82   | ケルン                          | パッラカネストロ・カントゥ             | マッカビ・テルアビブBC             | 86–80                              |                                                              |
| 1982–83   | グルノーブル                    | パッラカネストロ・カントゥ             | オリンピア・ミラノ                 | 69–68                              |                                                              |
| 1983–84   | ジュネーヴ                      | パッラカネストロ・ヴィルトゥス・ローマ | FCバルセロナ                       | 79–73                              |                                                              |
| 1984–85   | アテネ                          | KKシボナ                               | レアル・マドリード                 | 87–78                              |                                                              |
| 1985–86   | ブダペスト                      | KKシボナ                               | BCジャルギリス                     | 94–82                              |                                                              |
| 1986–87   | ローザンヌ                      | オリンピア・ミラノ                     | マッカビ・テルアビブBC             | 71–69                              |                                                              |
| 1987–88   | ヘント                          | オリンピア・ミラノ                     | マッカビ・テルアビブBC             | 90–84                              |                                                              |
| 1988–89   | ミュンヘン                      | KKスプリト                             | マッカビ・テルアビブBC             | 75–69                              |                                                              |
| 1989–90   | サラゴサ                        | KKスプリト                             | FCバルセロナ                       | 72–67                              |                                                              |
| 1990–91   | パリ                            | KKスプリト                             | FCバルセロナ                       | 70–65                              |                                                              |
| 1991–92   | イスタンブール                  | KKパルチザン                           | ホベントゥート・バダローナ         | 71–70                              |                                                              |
| 1992–93   | アテネ                          | CSPリモージュ                          | パッラカネストロ・トレヴィーゾ     | 59–55                              |                                                              |
| 1993–94   | テルアビブ                      | ホベントゥート・バダローナ             | オリンピアコスBC                   | 59–57                              |                                                              |
| 1994–95   | サラゴサ                        | レアル・マドリード                     | オリンピアコスBC                   | 73–61                              |                                                              |
| 1995–96   | パリ                            | パナシナイコスBC                       | FCバルセロナ                       | 67–66                              |                                                              |
| 1996-97   | ローマ                          | オリンピアコスBC                       | FCバルセロナ                       | 73-58                              |                                                              |
| 1997-98   | バルセロナ                      | ヴィルトゥス・ボローニャ               | AEKアテネBC                        | 58-44                              |                                                              |
| 1998-99   | ミュンヘン                      | BCジャルギリス                         | ヴィルトゥス・ボローニャ           | 82-74                              |                                                              |
| 1999-2000 | テッサロニキ                    | パナシナイコスBC                       | マッカビ・テルアビブBC             | 73-67                              |                                                              |
| 2000-01   | パリ                            | マッカビ・テルアビブBC                 | パナシナイコスBC                   | 81-67                              | FIBA Supro League                                            |
| 2000-01   | ボローニャ ビトリア＝ガステイス | ヴィルトゥス・ボローニャ               | サスキ・バスコニア                 | *68-85 *94–73 80-*60 79-*96 *82–74 | ULEBユーロリーグ 5戦3勝先取 3-2                              |
| 2001-02   | ボローニャ                      | パナシナイコスBC                       | ヴィルトゥス・ボローニャ           | 89-83                              |                                                              |
| 2002-03   | バルセロナ                      | FCバルセロナ                           | ベネトン・トレヴィーゾ             | 76-65                              |                                                              |
| 2003-04   | テルアビブ                      | マッカビ・テルアビブBC                 | フォルティトゥード・ボローニャ     | 118-74                             |                                                              |
| 2004-05   | モスクワ                        | マッカビ・テルアビブBC                 | タウ・ビトーリア                   | 90-78                              |                                                              |
| 2005-06   | プラハ                          | CSKAモスクワ                           | マッカビ・テルアビブBC             | 73-69                              |                                                              |
| 2006-07   | アテネ                          | パナシナイコスBC                       | CSKAモスクワ                       | 93-91                              |                                                              |
| 2007-08   | マドリード                      | CSKAモスクワ                           | マッカビ・テルアビブBC             | 91-77                              |                                                              |
| 2008-09   | ベルリン                        | パナシナイコスBC                       | CSKAモスクワ                       | 73-71                              |                                                              |
| 2009-10   | パリ                            | FCバルセロナ                           | オリンピアコスBC                   | 86-68                              |                                                              |
| 2010-11   | バルセロナ                      | パナシナイコスBC                       | マッカビ・テルアビブBC             | 78-70                              |                                                              |
| 2011-12   | イスタンブール                  | オリンピアコスBC                       | CSKAモスクワ                       | 62-61                              |                                                              |
| 2012-13   | ロンドン                        | オリンピアコスBC                       | レアル・マドリード                 | 100–88                             |                                                              |
| 2013-14   | ミラノ                          | マッカビ・テルアビブBC                 | レアル・マドリード                 | 98–86 (OT)                         |                                                              |
| 2014-15   | マドリード                      | レアル・マドリード                     | オリンピアコスBC                   | 78-59                              |                                                              |
| 2015-16   | ベルリン                        | CSKAモスクワ                           | フェネルバフチェ                   | 101-96 (OT)                        |                                                              |
| 2016-17   | イスタンブール                  | フェネルバフチェ                       | オリンピアコスBC                   | 80–64                              |                                                              |
| 2017-18   | ベオグラード                    | レアル・マドリード                     | フェネルバフチェ                   | 85-80                              |                                                              |
| 2018-19   | ビトリア＝ガステイス            | CSKAモスクワ                           | アナドル・エフェス                 | 91–83                              |                                                              |
| 2019-20   | ケルン                          | 新型コロナウイルス大流行で打ち切り     | 新型コロナウイルス大流行で打ち切り | 新型コロナウイルス大流行で打ち切り |                                                              |
| 2020-21   | ケルン                          | アナドル・エフェスSK                   | FCバルセロナ                       | 86–81                              |                                                              |
| 2021–22   | ベオグラード                    | アナドル・エフェスSK                   | レアル・マドリード                 | 58–57                              |                                                              |
| 2022–23   | カウナス                        | レアル・マドリード                     | オリンピアコスBC                   | 79-78                              |                                                              |
| 2023–24   | ベルリン                        | パナシナイコスBC                       | レアル・マドリード                 | 95-80                              |                                                              |
| 2024-25   | アブダビ                        | フェネルバフチェ                       | モナコ                             |                                    |                                                              |

## 統計

### チーム別成績
| チーム名                                                   | 優勝 | 準優勝 | 優勝年度                                                         | 準優勝年度                                                 |
| ---------------------------------------------------------- | ---- | ------ | ---------------------------------------------------------------- | ---------------------------------------------------------- |
| レアル・マドリード                                         | 11   | 10     | 1964, 1965, 1967, 1968, 1974, 1978, 1980, 1995, 2015, 2018, 2023 | 1962, 1963, 1969, 1975, 1976, 1985, 2013, 2014, 2022, 2024 |
| CSKAモスクワ                                               | 8    | 6      | 1961, 1963, 1969, 1971, 2006, 2008, 2016, 2019                   | 1965, 1970, 1973, 2007, 2009, 2012                         |
| パナシナイコス                                             | 7    | 1      | 1996, 2000, 2002, 2007, 2009, 2011, 2024                         | 2001 (FIBAスプロリーグ)                                    |
| マッカビ・テルアビブ                                       | 6    | 9      | 1977, 1981, 2001 FIBAスプロリーグ, 2004, 2005, 2014              | 1980, 1982, 1987, 1988, 1989, 2000, 2006, 2008, 2011       |
| パッラカネストロ・ヴァレーゼ（英語: Pallacanestro Varese） | 5    | 5      | 1970, 1972, 1973, 1975, 1976                                     | 1971, 1974, 1977, 1978, 1979                               |
| オリンピアコス                                             | 3    | 6      | 1997, 2012, 2013                                                 | 1994, 1995, 2010, 2015, 2017, 2023                         |
| オリンピア・ミラノ                                         | 3    | 2      | 1966, 1987, 1988                                                 | 1967, 1983                                                 |
| ASKリガ                                                    | 3    | 1      | 1958, 1959, 1960                                                 | 1961                                                       |
| KKスプリト                                                 | 3    | 1      | 1989, 1990, 1991                                                 | 1972                                                       |
| FCバルセロナ                                               | 2    | 6      | 2003, 2010                                                       | 1984, 1990, 1991, 1996, 1997, 2021                         |
| ヴィルトゥス・ボローニャ                                   | 2    | 3      | 1998, 2001 (ULEBユーロリーグ)                                    | 1981, 1999, 2002                                           |
| アナドル・エフェスSK                                       | 2    | 1      | 2021, 2022                                                       | ―                                                          |
| パラカネストロ・カントゥ                                   | 2    | –      | 1982, 1983                                                       | –                                                          |
| KKツィボナ                                                 | 2    | –      | 1985, 1986                                                       | –                                                          |
| フェネルバフチェ                                           | 1    | 2      | 2017                                                             | 2016, 2018                                                 |
| BCディナモ・トビリシ（英語: BC Dinamo Tbilisi）            | 1    | 1      | 1962                                                             | 1960                                                       |
| ホベントゥート・バダローナ                                 | 1    | 1      | 1994                                                             | 1992                                                       |
| ジャルギリス                                               | 1    | 1      | 1999                                                             | 1986                                                       |
| KKボスナ                                                   | 1    | –      | 1979                                                             | –                                                          |
| パッラカネストロ・ヴィルトゥス・ローマ                     | 1    | –      | 1984                                                             | –                                                          |
| KKパルチザン                                               | 1    | –      | 1992                                                             | –                                                          |
| CSPリモージュ（英語: Limoges CSP）                         | 1    | –      | 1993                                                             | –                                                          |
| PBCアカデミック                                            | –    | 2      | –                                                                | 1958, 1959                                                 |
| BCブルノ                                                   | –    | 2      | –                                                                | 1964, 1968                                                 |
| パッラカネストロ・トレヴィーゾ                             | –    | 2      | –                                                                | 1993, 2003                                                 |
| サスキ・バスコニア                                         | –    | 2      | –                                                                | 2001 (ULEBユーロリーグ), 2005                              |
| USKプラハ                                                  | –    | 1      | –                                                                | 1966                                                       |
| AEKアテネBC                                                | –    | 1      | –                                                                | 1998                                                       |
| フォルティトゥード・ボローニャ                             | –    | 1      | –                                                                | 2004                                                       |

### チーム所在国別成績
| 国                                                | 優勝回数 |
| ------------------------------------------------- | -------- |
| スペイン                                          | 14       |
| イタリア                                          | 13       |
| ギリシャ                                          | 10       |
| ロシア (ソ連時代含む)                             | 8        |
| イスラエル                                        | 5        |
| クロアチア (旧ユーゴスラビア時代含む)             | 5        |
| ラトビア (ソ連時代含む)                           | 3        |
| トルコ                                            | 3        |
| ボスニア・ヘルツゴビナ (旧ユーゴスラビア時代含む) | 1        |
| フランス                                          | 1        |
| ジョージア (ソ連時代含む)                         | 1        |
| リトアニア                                        | 1        |
| セルビア (新・旧ユーゴスラビア時代含む)           | 1        |

## オールディケイドチーム
- 2000年からスタートした欧州バスケットボールリーグ連合（ULEB）主催のユーロリーグにて、過去10年間の偉大な選手が10人選ばれる賞。

## 偉大な50人
ルカ・ドンチッチ